# Jung & Frei
Jung und Frei (auch Jung & Frei geschrieben) gehörte zu den sogenannten FKK-Magazinen, die sich mit Kindern und Jugendlichen beschäftigten und in Deutschland jahrelang an Kiosken und in Zeitschriftenläden frei auslagen und verkauft wurden. Das Magazin enthielt zahlreiche Fotos nackter Kinder und Jugendlicher, zusätzlich Texte um den Bereich der FKK, wobei das Bildmaterial den größeren Raum einnahm. 1996 wurde die Zeitschrift durch die Bundesprüfstelle für jugendgefährdende Schriften (BPjS, heute Bundesprüfstelle für jugendgefährdende Medien, BPjM) indiziert.

## Beschreibung
Jung & Frei erschien monatlich vom Juli 1987 bis mindestens Januar 1997 im Londoner Verlag Peenhill Ltd., der auch die international bekannte Zeitschrift Health & Efficiency publiziert. Für die Texte zeichneten laut Impressum Sarah und Stephan Schneider verantwortlich. Als Kontaktadresse für Leser und Abonnenten wurde die MM-Verlagsbetreuung mit Postfach in Freising angegeben. Der Kaufpreis der im gesamten deutschsprachigem Raum erhältlichen Zeitschrift betrug im Januar 1993 DM/SFR 11,50 / öS 90,- und im Januar 1997 DM/SFR 14,80 / öS 120,-. Das Heft im A4-Format hatte im Umschlag jeweils einen Umfang von 64 Seiten, von denen etwa 40 Seiten farbig und der Rest schwarz/weiß bedruckt waren. Ab September 1996 war das Heft durchgehend farbig.
Der hauptsächliche Teil der Fläche bestand aus Bildern wie oben beschrieben, in der Mitte war jeweils ein großes farbiges, doppelseitiges Bild. Darunter gab es einfache Kurzgeschichten, soziale Thematiken, einfache Reiseinformationen und Reiseberichte, Spielvorschläge, Leserbriefe oder Berichte aus dem „FKK-Bereich“.
Es gab eine französische Schwesterausgabe namens Jeunes & Naturels (auch Jeunes et Naturels geschrieben), die zumindest vom Bildmaterial identisch war.

## Indizierung in Deutschland
Bereits 1986 wurde die Indizierung durch die damalige Bundesprüfstelle für jugendgefährdende Schriften beantragt und abgelehnt. Nach erneuten Anträgen durch Jugendämter kam es 1992 zu einer weiteren Prüfung. Zeitgleich fand das Verfahren, das zur sogenannten Mutzenbacher-Entscheidung des Bundesverfassungsgerichtes führte, statt. Da die BPjS bereits erstinstanzlich vor dem Verwaltungsgericht Köln unterlegen war, holte es ein Gutachten durch Horst Scarbath ein. Dieser kam zum Schluss, dass Jung und Frei sowie Sonnenfreunde Sonderhefte trotz der Hervorhebung des Genitalbereiches und der Wahl entsprechender Kameraperspektiven nicht sozialethisch desorientierend oder kinderpornografisch seien. Es würde lediglich die Freikörperkultur dargestellt. Die Indizierung wurde daher erneut abgelehnt. Durch zunehmenden öffentlichen Druck kam es 1996 zur erneuten Prüfung. Nach eingehender Analyse der Abbildungen in den Heften kam der Prüfungsausschuss zu dem Schluss, dass keineswegs eine Darstellung der Freikörperkultur erfolge. Vielmehr würden Kinder und Jugendliche zu sexuellen Anschauungsobjekten degradiert. Der Jugendschutz umfasse auch den Schutz vor sexuellen Übergriffen durch Pädophile, zu denen diese Hefte animieren würden. Die Kunstfreiheit stünde dem nicht entgegen, da es sich nach der Rechtsprechung – im Gegensatz noch zu der Annahme Scarbaths – nicht um Kunst handele. Es kam daher zur Indizierung. Daraufhin wurde das Erscheinen einige Monate später eingestellt.

## Lage außerhalb Deutschlands
Im Gegensatz zu Deutschland sind Indizierungen oder ähnliche Maßnahmen aus anderen Ländern nicht bekannt. Die Magazine wurden in der Schweiz und Österreich bis zu ihrer Einstellung weiterhin frei verkauft. In den USA wurde im Jahr 2000 ein Gerichtsurteil gefällt, das durch Beschlagnahmung von importierten Magazinen durch den Zoll ins Rollen gebracht wurde und in zweiter Instanz den Besitz und Vertrieb dieser Magazine in den USA erlaubte. Das Gericht befand den Inhalt nicht als obszön oder pornografisch, sondern als normale Naturisten-Darstellungen, wie sie auch in vergleichbaren amerikanischen Magazinen vorkämen. Zudem läge der Fokus vorrangig auf jugendlichen Freizeitaktivitäten im FKK-Zusammenhang und nicht nur auf den jugendlichen Körpern. Somit fielen die Magazine unter den Schutz des 1. Zusatzartikel zur Verfassung der Vereinigten Staaten (dem Recht auf Rede- und Pressefreiheit), da sie durch die Förderung „des alternativen Lebensstils der FKK-Bewegung“ von „politischem Wert“ seien.